# Dödfisktjärnen
Dödfisktjärnen är en sjö i Överkalix kommun i Norrbotten och ingår i Töreälvens huvudavrinningsområde.